# Félix Osores
Félix Nabor Mariano Osores y de Sotomayor y García de Arellano (Tulancingo, hoy en el estado de Hidalgo, 11 de julio de 1768-Ciudad de México, 29 de marzo de 1851), fue un sacerdote, jurisconsulto, político y escritor novohispano-mexicano.

## Reseña biográfica
Félix Nabor Osores Sotomayor García, nació en Tulancingo el 11 de julio de 1768, fue hijo del teniente, Laureano Osores de Sotomayor Durán y de Micaela García de Arellano Saldierna, originarios de Tizayuca.
Estudió en el Antiguo Colegio de Tulancingo y fue seminarista más de doce años e impartió clases de latín, filosofía y teología. Propuesto a ser catedrático de Filosofía, no pudo acceder a ese puesto, por obtener el curato de Tecicapán. En la Universidad Literaria recibió el doctorado en cánones.
Estudió en el Colegio de San Ildefonso. Se graduó de abogado en 1799, de Licenciado en 1802 y Doctor en Teología en 1803, por la Real y Pontificia Universidad de México. Tomó el curato de la Parroquia de Santa Ana en la Ciudad de Querétaro de 1806 a 1822, y desempeño diferentes cargos en el Arzobispado de México de 1819 a 1849, diputado representante en las Cortes de Cádiz en 1812, en donde ya se considerara en formarse el territorio de Querétaro y que tuviese un jefe político en 1814 y 1820, siendo que allí pronunció su Sermón en acción de gracias por el retorno de Fernando VII. 
Llegó a ser Vicerrector en el Colegio de Letrados en Querétaro. Diputado al Congreso de 1822 a 1823, al Constituyente de 1823 a 1824, al del estado de México de 1825 a 1827 y del mismo territorio al Congreso General de 1825 a 1826, Catedrático del Colegio de San Juan de Letrán, de 1829 a 1849
Nombrado cura de Santa Cruz y Soledad de México en 1829; posteriormente en 1849 fue Deán de la Catedral de México, cargo que ocupó hasta su muerte acaecida el 29 de marzo de 1851, cuando contaba con 82 años.

## Legado
El 30 de junio de 1988, en su memoria se creó una nueva delegación en el municipio de Querétaro que lleva su nombre.

## Obras
- Noticias bibliográficas de alumnos distinguidos del Colegio de San Pedro, San Pablo y San Ildefonso de México.[22]
- Historia de todos los colegios de la ciudad de México desde la conquista hasta 1750.[23]
- Colección de edictos y providencias diocesanas y otras superiores, concernientes a la obligación y facultades de los curas del Arzobispado de México desde 1750 hasta 1800.
- Traducción de Storia de Clavigero